# Alois Stettner
Alois Stettner (* 4. Oktober 1911 in Mudersbach; † 6. Februar 1957 in Darmstadt) war ein deutscher Kunstmaler.

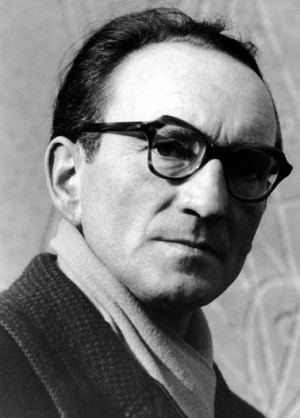
Alois Stettner

## Leben
Alois Stettner war das jüngste von 14 Kindern eines Papiermühlenbesitzers; die Mutter starb, als er knapp drei Jahre alt war. Schon während seiner Volksschulzeit in Mudersbach und später als Oberschüler porträtierte er Verwandte und Bekannte in Bleistift oder Kreide und malte Landschaften in Aquarell und Öl.
Nach der Oberstufe in Prüm mit abgelegtem Abitur 1932 in Wippeführt studierte er von 1933 bis 1939 an der Kunstakademie in Düsseldorf bei Werner Heuser, August Hoff und Wilhelm Schmurr. Hier schloss er als Meisterschüler ab. Ab 1940 nahm er als Soldat am Zweiten Weltkrieg teil. Er wurde als Zeichner einer Propaganda-Kompanie eingesetzt.
Die im April 1943 im Wald von Katyn ermordet aufgefundenen polnischen Soldaten und Intellektuellen wurden auf Anweisung seiner Vorgesetzten zeichnerisch und fotografisch von ihm dokumentiert. Er konnte sie sichern und sind im Nachlass vorhanden. Dieses schreckliche Erlebnis hat ihn viele Jahre auf seinem weiteren Lebensweg begleitet.
1945 kehrte er aus sowjetischer Kriegsgefangenschaft zurück und arbeitete zunächst als freischaffender Künstler in seinem Heimatort. Ab 1950 wirkte er hauptsächlich in Koblenz, wo er bis 1956 in der Künstlerkolonie auf dem Asterstein lebte. Stettners künstlerisches Schaffen war von der russischen Ikonenkunst beeinflusst. 1956 lehrte Stettner an der Hochschule für Bildende Kunst (Werkkunstschule) in Darmstadt im Bereich Glasmalerei.

## Werk

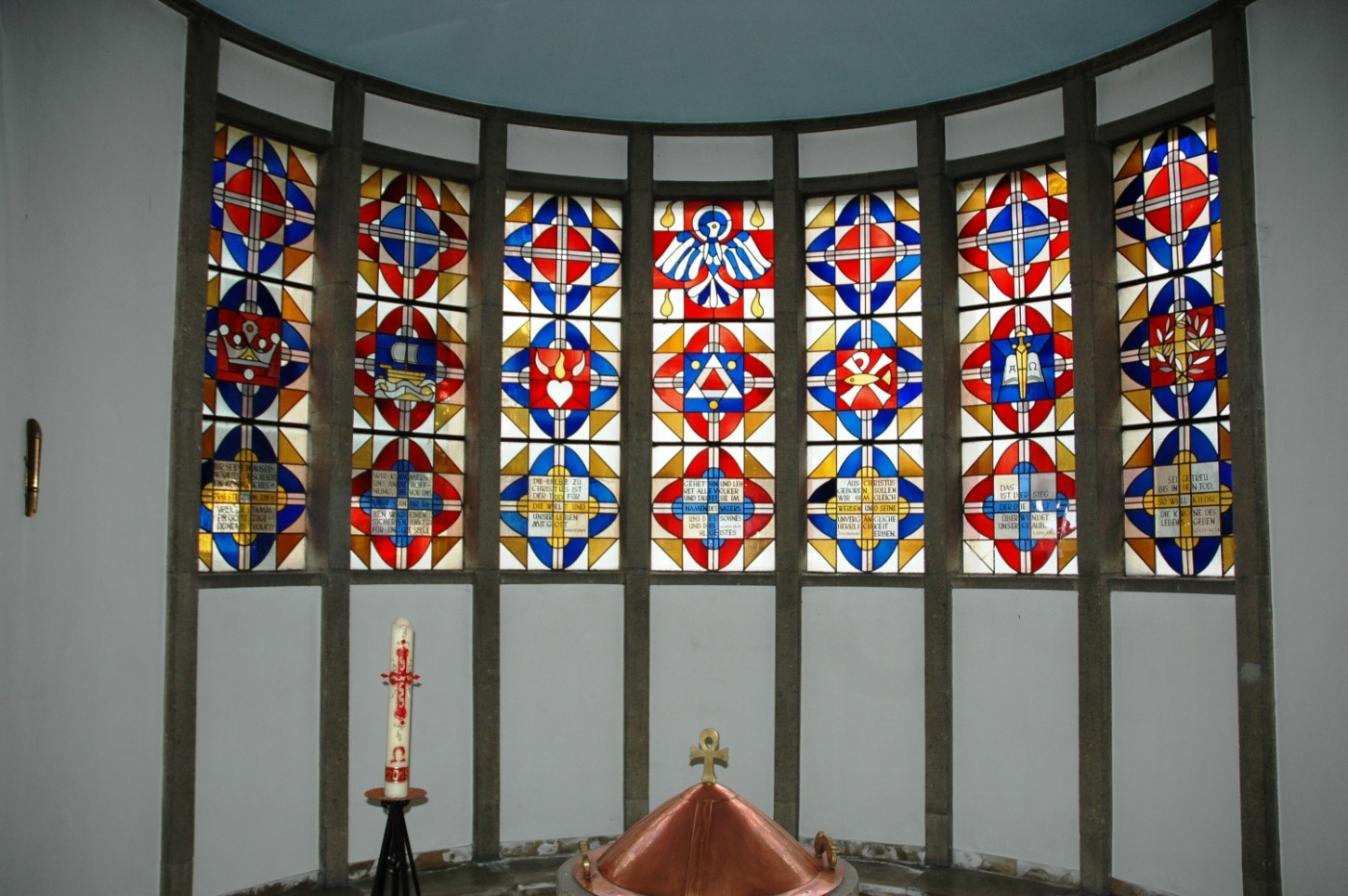
Fenster in der Taufkapelle der ehemaligen Pfarrei Maria Hilf in Koblenz-Lützel

Von ihm stammt die gesamte Glasfenstergestaltung der Basilika Sankt Kastor, die Chorverglasung der Herz-Jesu-Kirche, die Fenster der Taufkapelle Maria-Hilf-Kirche und eine Granitgedenkplatte an der Außenwand der Pfarrkirche Sankt Elisabeth, alles in Koblenz.

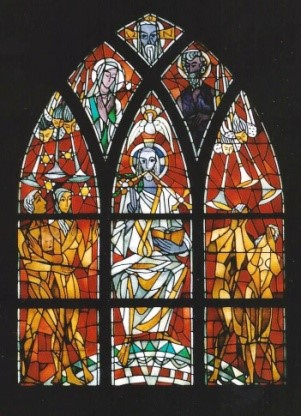
Sankt Kastor, Koblenz Haupteingang, Das Jüngste Gericht

Es folgten Aufträge zur Gestaltung der Westfenster in der Liebfrauenkirche zu Trier, der Westfenster im Mainzer Dom, der Fenster im Seitenschiff der Pfarrkirche St. Markus in Wittlich, Teilverglasung von Sankt Gertrudis in Essen, Teilverglasung Pfarrkirche Sankt Peter und Paul in Peterswald-Hunsrück, Chorfenster in Sankt Maria Himmelfahrt in Wiehl-Sieg. Im Wettbewerb zum Kölner Dom im Jahr 1950 stiftet die Stadt Köln das Nordfenster im Querhaus anlässlich des Domjubiläums. Dem Wettbewerb stellten sich 73 Künstler. Alois Stettner war einer der fünf Preisträger. Der Auftrag kam nicht zustande, erst am 28. April 1980 wurde die zum Teil erhalten gebliebene Figuration dem Bürgermeister von Köln übergeben.
In seinem Heimatbereich schuf er die Fenster für Maria Himmelfahrt in Mudersbach, Teilverglasung für Pfarrkirche Sankt Mauritius und Gefährten in Niederfischbach, Pfarrkirche Sankt Michael in Kirchen, den Filialkirchen Sankt Peter und Paul in Alsdorf und Sankt Josef in Dermbach. Weitere sakrale Arbeiten, im Nachlass erwähnt, befinden sich in Bendorf, Bensberg, Bernkastel-Kues, Brohl, Wittlich, Bendorf, Etscheid, Worms-Hochheim, Haan, Leverkusen, Marienthal bei Hamm a. d. Sieg, Merzig, Minden, Moselkern, Neustadt-Wied, Preischeid-Eifel, Saarburg und Trier Sankt Antonius.
In besonderer Erwähnung die Profanfenster für die Rheinisch-Westfälische Bank, vormals Deutsche Bank in Siegen und im ehemaligen Verwaltungsgebäude der Hüttenwerke Siegerland in Geisweid-Westfalen. Beide Verglasungen blieben Dank privater und musealer Initiativen erhalten: Fenster der Rheinisch-Westfälischen Bank im „Bürgerhaus Birken-Sieg“, Fenster der Hüttenwerke im „Museum Oberes Schloss“ in Siegen, im Bereich Industriegeschichte installiert. Weitere Arbeiten für Profanbauten: Andernach Grundschule, Betzdorf-Sieg Hotel Deutsches Haus.
Die Kunstglasfirmen Derix in Kevelaer, Kaschenbach und Binsfeld in Trier, H.W. Eichhorn in Boppard, und H. Römer in Solingen waren bevorzugt ausführende Firmen seiner Entwürfe.
Zur Anfertigung seiner Glasarbeiten nutzte er unter anderem die Werkstätten des Trierer Kunstglasers Peter Kaschenbach. Alois Stettner hat auf dem Friedhof von Mudersbach ein Denkmal. Zudem ist in Mudersbach die Alois-Stettner-Straße nach ihm benannt.

Liebfrauenbasilika, Trier Westfenster, Maria im Strahlenkranz

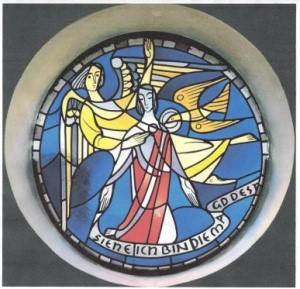
Pfarrkirche Peterswald, Hunsrück, Verkündigung

Die briefliche Korrespondenz Alois Stettners mit Ernst Barlach in den Jahren 1935–1938 ist im Stettner-Nachlass erhalten.

## Ausstellungen
- 1952 Quinzaine Culturelle, Vierzehn Tage Kunst, Bildende Kunst – Musik – Photo Koblenz, im Koblenzer Hof
- 1958 Gedächtnisausstellung der Kulturgemeinde Siegen, Landratsamt Siegen
- 1967 Gedächtnisausstellung anlässlich der Gründung des Volksbildungswerks Mudersbach, mit 175 Arbeiten, Turnhalle Mudersbach-Niederschelderhütte
- 1988 Ausstellung der Kommission des Landtages für die Geschichte des Landes Rheinland-Pfalz in Verbindung mit der Stadt Koblenz, dem Landeshauptarchiv Koblenz und dem Verein Geschichte und Kunst Koblenz, Haus Metternich
- 2011 Alois Stettner, Kunst & Kultur, Gedächtnisausstellung Glasmalerei-Grafik, Kultur im Kreis AK, Kreishaus Altenkirchen,
- 2011 Alois Stettner – Glasmalerei und Kirchenfenster, Kultur im Kreis AK, Koblenz Basilika Sankt Kastor
- 2016 Alois Stettner – Werkschau, Niederfischbach, Fotoatelier Kinkel
- 2017 Alois Stettner – Rückschau zum Werk, Gemeinde Mudersbach, Bürger- und Verkehrsverein, Kirchengemeinde, Pfarrkirche und Pfarrheim Mudersbach